# Ottmar Hitzfeld
Ottmar Hitzfeld (Lörrach, Alemania, 12 de enero de 1949) es un exfutbolista y exentrenador alemán, siendo el Bayern de Múnich el último club que dirigió y siendo el de seleccionador de Suiza su último cargo en los banquillos. Es profesor de instituto de segunda enseñanza para matemáticas y deporte.

## Como jugador
Nacido y criado en la pequeña ciudad de Lörrach en Baden-Wurtemberg, en la frontera con Suiza, desde joven empezó a despuntar en el modesto TuS Stetten de su barrio natal, antes de debutar profesionalmente en el FV Lörrach.
En 1971 Ottmar Hitzfeld se trasladó a un club extranjero, aunque a pocos kilómetros de la frontera suiza, cuando fichó por el FC Basilea. Con el equipo de Basilea ganó el campeonato suizo en 1972 y 1973. También fue el mejor goleador de la liga suiza en 1973. Después vuelve a Alemania, para jugar en el VfB Stuttgart, regresando luego a Suiza, donde pasó por el FC Lugano y el FC Lucerna, donde abandonó la actividad futbolística.
Participó también en la selección alemana que disputó los Juegos Olímpicos del año 1972.

## Como entrenador
Como entrenador, Hitzfeld logró varios éxitos, tanto locales como internacionales. Primero entrenó al FC Zug una sola temporada, y posteriormente al FC Aarau, donde logra la Copa de Suiza, al igual que con los Grasshoppers, donde ganó la liga de ese país.
Sin embargo, fue en Alemania donde obtuvo más éxitos como entrenador. En el Borussia Dortmund ganó la Liga alemana en dos ocasiones, más la Liga de Campeones de la UEFA, derrotando en la final a la Juventus italiana (primera Champions del conjunto alemán). Desde 1998 hasta 2004, dirigió al Bayern de Múnich, y allí consiguió varios títulos: Bundesliga, Copa alemana, Champions League y la Copa Intercontinental.
Tras un paso como comentarista en la televisión alemana, volvió a entrenar al Bayern, donde en 2007 acabó cuarto en la Bundesliga y en 2008, su último año en el equipo bávaro, hizo doblete al ganar Bundesliga y Copa. Tras la Eurocopa 2008, se incorporó a la Selección de fútbol de Suiza.
En el Mundial de Sudáfrica 2010, Suiza dio la primera sorpresa al ganarle a España por 1-0, aumentando sus posibilidades para pasar a la 2.ª fase; pero finalmente no lo consiguió tras caer ante Chile también por 1-0 y empatar 0-0 con Honduras. Luego no pudo llevar al equipo helvético a la Eurocopa 2012, pero tuvo revancha al conseguir la clasificación al Mundial de Brasil 2014, después del cual se retiraría. Con Suiza llegó a octavos de final del torneo, pero fue eliminado por Argentina en la prórroga.

## Clubes

### Jugador
| Club          | País     | Año       | Partidos | Goles |
| ------------- | -------- | --------- | -------- | ----- |
| FV Lörrach    | Alemania | 1967-1971 |          |       |
| FC Basel      | Suiza    | 1971-1975 | 92       | 66    |
| VfB Stuttgart | Alemania | 1975-1978 | 80       | 38    |
| FC Lugano     | Suiza    | 1978-1980 | 55       | 35    |
| FC Luzern     | Suiza    | 1980-1983 | 72       | 30    |

### Entrenador
| Club                  | País                  | Año                   | PJ   | PG  | PE  | PP  | % v.   |
| --------------------- | --------------------- | --------------------- | ---- | --- | --- | --- | ------ |
| F. C. Zug             | Suiza                 | 1984 - 1988           | 32   | 17  | 9   | 6   | 62.5%  |
| F. C. Aarau           | Suiza                 | 1987 - 1991           | 142  | 65  | 37  | 40  | 54.46% |
| Grasshopper           | Suiza                 | 1988 - 1991           | 137  | 68  | 36  | 33  | 58.39% |
| Borussia Dortmund     | Alemania              | 1991 - 1998           | 272  | 144 | 63  | 65  | 60.66% |
| F. C. Bayern Múnich   | Alemania              | 1998 - 2004           | 319  | 193 | 73  | 53  | 68.13% |
| F. C. Bayern Múnich   | Alemania              | 2007 - 2008           | 76   | 45  | 20  | 11  | 67.98% |
| Selección de Suiza    | Suiza                 | 2008 - 2014           | 61   | 30  | 18  | 13  | 59.02% |
| Total como entrenador | Total como entrenador | Total como entrenador | 1039 | 562 | 256 | 221 | 62.3%  |

## Palmarés

### Como jugador

#### Campeonatos nacionales
| Título             | Club        | País  | Año  |
| ------------------ | ----------- | ----- | ---- |
| Superliga de Suiza | F. C. Basel | Suiza | 1972 |
| Superliga de Suiza | F. C. Basel | Suiza | 1973 |
| Copa de Suiza      | F. C. Basel | Suiza | 1975 |

### Como entrenador

#### Campeonatos nacionales
| Título                      | Club              | País     | Año  |
| --------------------------- | ----------------- | -------- | ---- |
| Copa de Suiza               | Aarau             | Suiza    | 1985 |
| Copa de Suiza               | Grasshopper       | Suiza    | 1989 |
| Supercopa de Suiza          | Grasshopper       | Suiza    | 1989 |
| Superliga de Suiza          | Grasshopper       | Suiza    | 1990 |
| Copa de Suiza               | Grasshopper       | Suiza    | 1990 |
| Superliga de Suiza          | Grasshopper       | Suiza    | 1991 |
| 1. Bundesliga               | Borussia Dortmund | Alemania | 1995 |
| Supercopa de Alemania       | Borussia Dortmund | Alemania | 1995 |
| 1. Bundesliga               | Borussia Dortmund | Alemania | 1996 |
| Supercopa de Alemania       | Borussia Dortmund | Alemania | 1996 |
| Copa de la Liga de Alemania | Bayern Múncih     | Alemania | 1998 |
| 1. Bundesliga               | Bayern Múncih     | Alemania | 1999 |
| Copa de la Liga de Alemania | Bayern Múncih     | Alemania | 1999 |
| 1. Bundesliga               | Bayern Múncih     | Alemania | 2000 |
| Copa de Alemania            | Bayern Múncih     | Alemania | 2000 |
| Copa de la Liga de Alemania | Bayern Múncih     | Alemania | 2000 |
| 1. Bundesliga               | Bayern Múncih     | Alemania | 2001 |
| 1. Bundesliga               | Bayern Múncih     | Alemania | 2003 |
| Copa de Alemania            | Bayern Múncih     | Alemania | 2003 |
| Copa de la Liga de Alemania | Bayern Múncih     | Alemania | 2004 |
| 1. Bundesliga               | Bayern Múncih     | Alemania | 2008 |
| Copa de Alemania            | Bayern Múncih     | Alemania | 2008 |

#### Torneos internacionales
| Título                | Club              | Sede   | Año  |
| --------------------- | ----------------- | ------ | ---- |
| Liga de Campeones     | Borussia Dortmund | Múnich | 1997 |
| Copa Intercontinental | Borussia Dortmund | Tokio  | 1997 |
| Liga de Campeones     | Bayern Múncih     | Milán  | 2001 |
| Copa Intercontinental | Bayern Múncih     | Tokio  | 2001 |

#### Distinciones individuales
| Distinción                                       | Año                          |
| Entrenador del Año en la Bundesliga              | 1999, 2000, 2001, 2003, 2008 |
| Entrenador del Año en Alemania                   | 2008                         |
| UEFA – Mejor entrenador de Europa                | 2001                         |
| Premio Once de Oro – Mejor entrenador de Europa  | 1997, 2001                   |
| Premio World Soccer – Mejor entrenador del mundo | 1997                         |
| Premio IFFHS – Mejor entrenador del mundo        | 1997, 2001                   |
| ------------------------------------------------ | ---------------------------- |

#### Clasificaciones de los mejores entrenadores de todos los tiempos
| Premio          | Posición | Top 10 | Año  | Referencias   |
| --------------- | -------- | ------ | ---- | ------------- |
| ESPN            | 13.º     | No     | 2013 | [ 14 ] [ 15 ] |
| World Soccer    | 17.º     | No     | 2013 | [ 16 ] [ 17 ] |
| France Football | 19.º     | No     | 2019 | [ 18 ] [ 19 ] |